# صالحيون

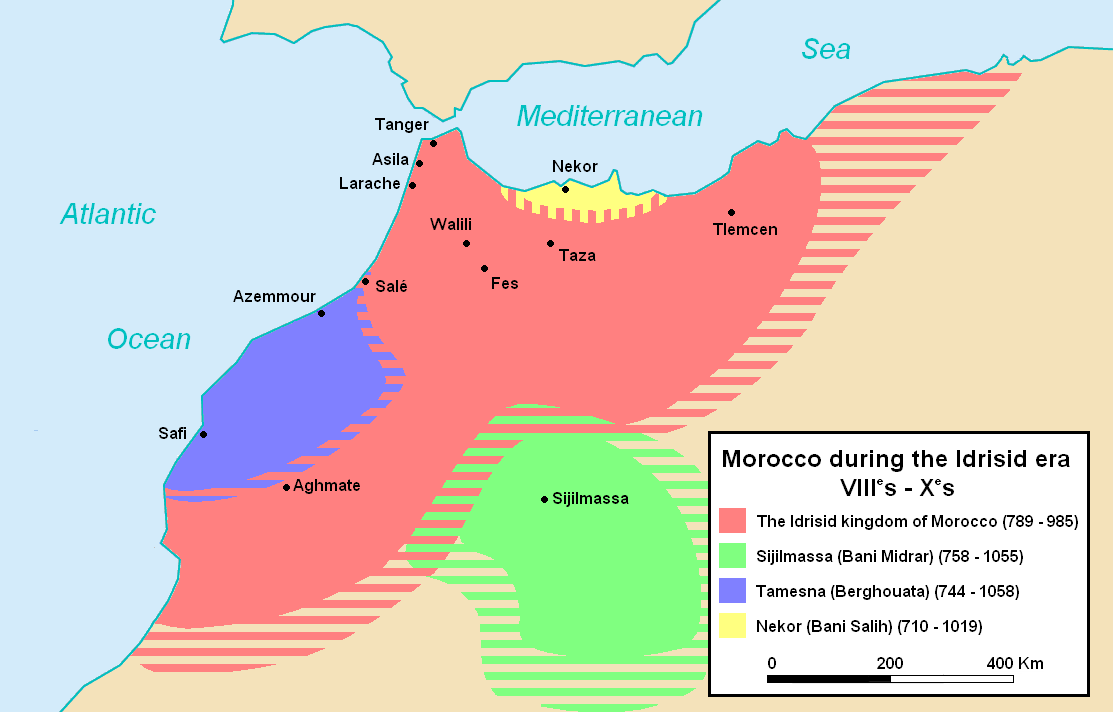

الصحيحون هم سلالة مغربية حكمت في شمال المغرب الأقصى ما بين القرن 8 و11.
مؤسس السلالة هو صالح بن مأمون، مساعد عقبة بن نافع في فتح بلاد المغرب العَرَبي. لذلك حصل من طرف الخليفة الوليد بن عبد الملك، على أراضي قبيلة غمارة المتواجدة بين تطوان ومليلية كإقطاعية. و ذلك كأجر لتهدئة الأوضاع مع الأمازيغ تحت قيادة موسى بن نصير، نشأت هذه الإمارة جنبا إلى جنب مع مملكة الأدارسة و صارت أحد أهم الإمارات في شمال المغرب.
نهاية القرن الثامن تأسست مدينة نكور ذات الميناء المتوسطي على يد سعيد بن إدريس حيث وسّع نطاقها و جعلها الإقامة الرسمية. بوضعها التجاري المتقدم مع الأندلس استطاعت نكور و بسرعة أن تصبح مركزا اقتصاديا مهما في شمال المغرب. كانت سلالة الصالحيين متقربة جدا و لها اتصالات جيدة مع الإمارة الأموية في قرطبة، حيث كانت واحدة من قلة الأسر الحاكمة في المغرب الكبير آنذاك، التي ساندت السنة حتى صاروا من غالبية السكان.
بعدما تم نهب نكّور من قبل النورمان سنة 858، دخل الصالحيون خلال القرن العاشر في حرب مع الأمويين والفاطميين من أجل احكام الملك في المغرب الأقصى. سنة 917 تم إجلاؤهم من طرف أمازيغ مكناسة الفاطميين، إلا أنهم استطاعوا استرجاع إمارتهم من جديد بدعم من الأمويين. رغم عدم وجود أي معلومات عن الفترة التابعة، فإنه على أساس حفريات القطع النقدية المعثور عليها، يُفترض ان مملكة الصالحيين صمدت حتى القرن 11. يبدوا أن المرابطون هم الذين استطاعوا السيطرة على هذه الإمارة.